# Jean Cruveilhier
Jean Cruveilhier /ʒaˈn krū-vā-yā/ (ur. 9 lutego 1791 w Limoges, zm. 7 marca 1874 w Sussac) – francuski lekarz, anatom i anatomopatolog.

## Życiorys
Od 1823 był profesorem na uniwersytecie w Montpellier, następnie w Paryżu. Od 1825 wykładał anatomię opisową, od 1836 anatomię patologiczną. Jest autorem klasyfikacji chorób opartych na zmianach anatomicznych, a także atlasu anatomii patologii.
W 1849 przeprowadził sekcję zwłok Fryderyka Chopina. Notatki z sekcji zaginęły, ale zachowane relacje osób, które miały do nich dostęp wskazują, że Cruveilhier nigdy wcześniej nie spotkał się z podobną chorobą.

## Prace
- Anatomie descriptive (1834-1836)
- Anatomie pathologique du corps humain (1829-1842)
- Trait d'anatomie pathologique génerale (1849-1864)
- Anatomie du système nerveux de l'homme (1845)
- Traite d'anatomie descriptive (1851)